# Walther von Holzhausen
Walther Freiherr von Holzhausen (Troppau, 29 maggio 1876 – Magdeburgo, 9 agosto 1935) è stato uno scacchista e compositore di scacchi tedesco.
Figlio di un ufficiale dell'esercito austriaco, durante il servizio di leva a Graz sviluppò una grande passione per la vita militare, che mantenne tutta la vita. Nel 1900 diventò un ufficiale dell'esercito prussiano. Durante la prima guerra mondiale era comandante di battaglione e prese parte a battaglie sia sul fronte occidentale che orientale.
Nel 1917 fu fatto prigioniero dai russi, ma dopo alcuni mesi riuscì a fuggire e tornò subito in servizio sul fronte occidentale.
Dopo la guerra fu esonerato dal servizio attivo nell'esercito e si stabilì a Magdeburgo, dove lavorò per il Reicharchiv, l'archivio di stato del Reich tedesco. La sua prima moglie morì nel 1925 ma dopo pochi anni si sposò una seconda volta.
Nel torneo di Dresda 1926 (vinto da Nimzowitsch davanti ad Alechin e Rubinstein) si classificò 5º, davanti a Johner, Sämisch, Yates e altri. Nello stesso anno ottenne il suo maggiore successo: il terzo posto al torneo di Hannover, dietro a Nimzowitsch e Rubinstein ma davanti a Mieses, Saemisch, von Gottschall e altri. Fu terzo anche nel campionato tedesco di Magdeburgo 1927, dietro a Spielmann e Bogoljubov.
Pur essendo stato un forte giocatore, von Holzhausen è più noto come compositore di problemi e di studi. Compose prevalentemente problemi diretti in tre e più mosse nello stile logico. Compose anche diversi studi, 60 dei quali sono contenuti nel database di riferimento di Harold van der Heijden.
Scrisse diversi libri sulla teoria dei problemi di scacchi, tra cui Brennpunktprobleme (Lipsia, 1926), che tratta delle case focali, e Logik und Zweckreinheit im neudeutschen Schachproblem (Berlino e Lipsia, 1928), considerato uno dei maggiori testi della scuola logica di composizione.
Alcune partite notevoli:
- Von Holzhausen–Tarrasch, Frankfurt 1912 simul-25 - Italiana C55 (14 m).
- Von Holzhausen–Rubinstein, Berlino 1926 - Gioco piano C50
- Yates–Von Holzhausen, Dresda 1926 - Philidor C41
- Von Holzhausen–Saemisch, Camp. tedesco, Magdeburgo 1927 - Francese C01

Due suoi problemi: 
|   | a | b | c | d | e | f | g | h |   |
| 8 | a8 donna del bianco · b8 torre del nero · b7 pedone del bianco · a2 pedone del bianco · f2 torre del bianco · a1 re del nero · c1 re del bianco · d1 alfiere del bianco | a8 donna del bianco · b8 torre del nero · b7 pedone del bianco · a2 pedone del bianco · f2 torre del bianco · a1 re del nero · c1 re del bianco · d1 alfiere del bianco | a8 donna del bianco · b8 torre del nero · b7 pedone del bianco · a2 pedone del bianco · f2 torre del bianco · a1 re del nero · c1 re del bianco · d1 alfiere del bianco | a8 donna del bianco · b8 torre del nero · b7 pedone del bianco · a2 pedone del bianco · f2 torre del bianco · a1 re del nero · c1 re del bianco · d1 alfiere del bianco | a8 donna del bianco · b8 torre del nero · b7 pedone del bianco · a2 pedone del bianco · f2 torre del bianco · a1 re del nero · c1 re del bianco · d1 alfiere del bianco | a8 donna del bianco · b8 torre del nero · b7 pedone del bianco · a2 pedone del bianco · f2 torre del bianco · a1 re del nero · c1 re del bianco · d1 alfiere del bianco | a8 donna del bianco · b8 torre del nero · b7 pedone del bianco · a2 pedone del bianco · f2 torre del bianco · a1 re del nero · c1 re del bianco · d1 alfiere del bianco | a8 donna del bianco · b8 torre del nero · b7 pedone del bianco · a2 pedone del bianco · f2 torre del bianco · a1 re del nero · c1 re del bianco · d1 alfiere del bianco | 8 |
| 7 | a8 donna del bianco · b8 torre del nero · b7 pedone del bianco · a2 pedone del bianco · f2 torre del bianco · a1 re del nero · c1 re del bianco · d1 alfiere del bianco | a8 donna del bianco · b8 torre del nero · b7 pedone del bianco · a2 pedone del bianco · f2 torre del bianco · a1 re del nero · c1 re del bianco · d1 alfiere del bianco | a8 donna del bianco · b8 torre del nero · b7 pedone del bianco · a2 pedone del bianco · f2 torre del bianco · a1 re del nero · c1 re del bianco · d1 alfiere del bianco | a8 donna del bianco · b8 torre del nero · b7 pedone del bianco · a2 pedone del bianco · f2 torre del bianco · a1 re del nero · c1 re del bianco · d1 alfiere del bianco | a8 donna del bianco · b8 torre del nero · b7 pedone del bianco · a2 pedone del bianco · f2 torre del bianco · a1 re del nero · c1 re del bianco · d1 alfiere del bianco | a8 donna del bianco · b8 torre del nero · b7 pedone del bianco · a2 pedone del bianco · f2 torre del bianco · a1 re del nero · c1 re del bianco · d1 alfiere del bianco | a8 donna del bianco · b8 torre del nero · b7 pedone del bianco · a2 pedone del bianco · f2 torre del bianco · a1 re del nero · c1 re del bianco · d1 alfiere del bianco | a8 donna del bianco · b8 torre del nero · b7 pedone del bianco · a2 pedone del bianco · f2 torre del bianco · a1 re del nero · c1 re del bianco · d1 alfiere del bianco | 7 |
| 6 | a8 donna del bianco · b8 torre del nero · b7 pedone del bianco · a2 pedone del bianco · f2 torre del bianco · a1 re del nero · c1 re del bianco · d1 alfiere del bianco | a8 donna del bianco · b8 torre del nero · b7 pedone del bianco · a2 pedone del bianco · f2 torre del bianco · a1 re del nero · c1 re del bianco · d1 alfiere del bianco | a8 donna del bianco · b8 torre del nero · b7 pedone del bianco · a2 pedone del bianco · f2 torre del bianco · a1 re del nero · c1 re del bianco · d1 alfiere del bianco | a8 donna del bianco · b8 torre del nero · b7 pedone del bianco · a2 pedone del bianco · f2 torre del bianco · a1 re del nero · c1 re del bianco · d1 alfiere del bianco | a8 donna del bianco · b8 torre del nero · b7 pedone del bianco · a2 pedone del bianco · f2 torre del bianco · a1 re del nero · c1 re del bianco · d1 alfiere del bianco | a8 donna del bianco · b8 torre del nero · b7 pedone del bianco · a2 pedone del bianco · f2 torre del bianco · a1 re del nero · c1 re del bianco · d1 alfiere del bianco | a8 donna del bianco · b8 torre del nero · b7 pedone del bianco · a2 pedone del bianco · f2 torre del bianco · a1 re del nero · c1 re del bianco · d1 alfiere del bianco | a8 donna del bianco · b8 torre del nero · b7 pedone del bianco · a2 pedone del bianco · f2 torre del bianco · a1 re del nero · c1 re del bianco · d1 alfiere del bianco | 6 |
| 5 | a8 donna del bianco · b8 torre del nero · b7 pedone del bianco · a2 pedone del bianco · f2 torre del bianco · a1 re del nero · c1 re del bianco · d1 alfiere del bianco | a8 donna del bianco · b8 torre del nero · b7 pedone del bianco · a2 pedone del bianco · f2 torre del bianco · a1 re del nero · c1 re del bianco · d1 alfiere del bianco | a8 donna del bianco · b8 torre del nero · b7 pedone del bianco · a2 pedone del bianco · f2 torre del bianco · a1 re del nero · c1 re del bianco · d1 alfiere del bianco | a8 donna del bianco · b8 torre del nero · b7 pedone del bianco · a2 pedone del bianco · f2 torre del bianco · a1 re del nero · c1 re del bianco · d1 alfiere del bianco | a8 donna del bianco · b8 torre del nero · b7 pedone del bianco · a2 pedone del bianco · f2 torre del bianco · a1 re del nero · c1 re del bianco · d1 alfiere del bianco | a8 donna del bianco · b8 torre del nero · b7 pedone del bianco · a2 pedone del bianco · f2 torre del bianco · a1 re del nero · c1 re del bianco · d1 alfiere del bianco | a8 donna del bianco · b8 torre del nero · b7 pedone del bianco · a2 pedone del bianco · f2 torre del bianco · a1 re del nero · c1 re del bianco · d1 alfiere del bianco | a8 donna del bianco · b8 torre del nero · b7 pedone del bianco · a2 pedone del bianco · f2 torre del bianco · a1 re del nero · c1 re del bianco · d1 alfiere del bianco | 5 |
| 4 | a8 donna del bianco · b8 torre del nero · b7 pedone del bianco · a2 pedone del bianco · f2 torre del bianco · a1 re del nero · c1 re del bianco · d1 alfiere del bianco | a8 donna del bianco · b8 torre del nero · b7 pedone del bianco · a2 pedone del bianco · f2 torre del bianco · a1 re del nero · c1 re del bianco · d1 alfiere del bianco | a8 donna del bianco · b8 torre del nero · b7 pedone del bianco · a2 pedone del bianco · f2 torre del bianco · a1 re del nero · c1 re del bianco · d1 alfiere del bianco | a8 donna del bianco · b8 torre del nero · b7 pedone del bianco · a2 pedone del bianco · f2 torre del bianco · a1 re del nero · c1 re del bianco · d1 alfiere del bianco | a8 donna del bianco · b8 torre del nero · b7 pedone del bianco · a2 pedone del bianco · f2 torre del bianco · a1 re del nero · c1 re del bianco · d1 alfiere del bianco | a8 donna del bianco · b8 torre del nero · b7 pedone del bianco · a2 pedone del bianco · f2 torre del bianco · a1 re del nero · c1 re del bianco · d1 alfiere del bianco | a8 donna del bianco · b8 torre del nero · b7 pedone del bianco · a2 pedone del bianco · f2 torre del bianco · a1 re del nero · c1 re del bianco · d1 alfiere del bianco | a8 donna del bianco · b8 torre del nero · b7 pedone del bianco · a2 pedone del bianco · f2 torre del bianco · a1 re del nero · c1 re del bianco · d1 alfiere del bianco | 4 |
| 3 | a8 donna del bianco · b8 torre del nero · b7 pedone del bianco · a2 pedone del bianco · f2 torre del bianco · a1 re del nero · c1 re del bianco · d1 alfiere del bianco | a8 donna del bianco · b8 torre del nero · b7 pedone del bianco · a2 pedone del bianco · f2 torre del bianco · a1 re del nero · c1 re del bianco · d1 alfiere del bianco | a8 donna del bianco · b8 torre del nero · b7 pedone del bianco · a2 pedone del bianco · f2 torre del bianco · a1 re del nero · c1 re del bianco · d1 alfiere del bianco | a8 donna del bianco · b8 torre del nero · b7 pedone del bianco · a2 pedone del bianco · f2 torre del bianco · a1 re del nero · c1 re del bianco · d1 alfiere del bianco | a8 donna del bianco · b8 torre del nero · b7 pedone del bianco · a2 pedone del bianco · f2 torre del bianco · a1 re del nero · c1 re del bianco · d1 alfiere del bianco | a8 donna del bianco · b8 torre del nero · b7 pedone del bianco · a2 pedone del bianco · f2 torre del bianco · a1 re del nero · c1 re del bianco · d1 alfiere del bianco | a8 donna del bianco · b8 torre del nero · b7 pedone del bianco · a2 pedone del bianco · f2 torre del bianco · a1 re del nero · c1 re del bianco · d1 alfiere del bianco | a8 donna del bianco · b8 torre del nero · b7 pedone del bianco · a2 pedone del bianco · f2 torre del bianco · a1 re del nero · c1 re del bianco · d1 alfiere del bianco | 3 |
| 2 | a8 donna del bianco · b8 torre del nero · b7 pedone del bianco · a2 pedone del bianco · f2 torre del bianco · a1 re del nero · c1 re del bianco · d1 alfiere del bianco | a8 donna del bianco · b8 torre del nero · b7 pedone del bianco · a2 pedone del bianco · f2 torre del bianco · a1 re del nero · c1 re del bianco · d1 alfiere del bianco | a8 donna del bianco · b8 torre del nero · b7 pedone del bianco · a2 pedone del bianco · f2 torre del bianco · a1 re del nero · c1 re del bianco · d1 alfiere del bianco | a8 donna del bianco · b8 torre del nero · b7 pedone del bianco · a2 pedone del bianco · f2 torre del bianco · a1 re del nero · c1 re del bianco · d1 alfiere del bianco | a8 donna del bianco · b8 torre del nero · b7 pedone del bianco · a2 pedone del bianco · f2 torre del bianco · a1 re del nero · c1 re del bianco · d1 alfiere del bianco | a8 donna del bianco · b8 torre del nero · b7 pedone del bianco · a2 pedone del bianco · f2 torre del bianco · a1 re del nero · c1 re del bianco · d1 alfiere del bianco | a8 donna del bianco · b8 torre del nero · b7 pedone del bianco · a2 pedone del bianco · f2 torre del bianco · a1 re del nero · c1 re del bianco · d1 alfiere del bianco | a8 donna del bianco · b8 torre del nero · b7 pedone del bianco · a2 pedone del bianco · f2 torre del bianco · a1 re del nero · c1 re del bianco · d1 alfiere del bianco | 2 |
| 1 | a8 donna del bianco · b8 torre del nero · b7 pedone del bianco · a2 pedone del bianco · f2 torre del bianco · a1 re del nero · c1 re del bianco · d1 alfiere del bianco | a8 donna del bianco · b8 torre del nero · b7 pedone del bianco · a2 pedone del bianco · f2 torre del bianco · a1 re del nero · c1 re del bianco · d1 alfiere del bianco | a8 donna del bianco · b8 torre del nero · b7 pedone del bianco · a2 pedone del bianco · f2 torre del bianco · a1 re del nero · c1 re del bianco · d1 alfiere del bianco | a8 donna del bianco · b8 torre del nero · b7 pedone del bianco · a2 pedone del bianco · f2 torre del bianco · a1 re del nero · c1 re del bianco · d1 alfiere del bianco | a8 donna del bianco · b8 torre del nero · b7 pedone del bianco · a2 pedone del bianco · f2 torre del bianco · a1 re del nero · c1 re del bianco · d1 alfiere del bianco | a8 donna del bianco · b8 torre del nero · b7 pedone del bianco · a2 pedone del bianco · f2 torre del bianco · a1 re del nero · c1 re del bianco · d1 alfiere del bianco | a8 donna del bianco · b8 torre del nero · b7 pedone del bianco · a2 pedone del bianco · f2 torre del bianco · a1 re del nero · c1 re del bianco · d1 alfiere del bianco | a8 donna del bianco · b8 torre del nero · b7 pedone del bianco · a2 pedone del bianco · f2 torre del bianco · a1 re del nero · c1 re del bianco · d1 alfiere del bianco | 1 |
|   | a | b | c | d | e | f | g | h |   |

Soluzione:
1. Tf7!  (min. 2. Dxb8 Rxa2 3. Da8#)
1... Txa8  2. bxa8=C/A!  Rxa2 3. Ta7#

1... Txb7  2. Dxb7 ∼  3. Db1/b2#

|   | a | b | c | d | e | f | g | h |   |
| 8 | c8 re del bianco · d8 alfiere del bianco · a7 cavallo del bianco · b7 pedone del nero · h7 donna del nero · d6 cavallo del bianco · c5 re del nero · d4 torre del bianco · g4 pedone del bianco · a3 pedone del bianco · b3 alfiere del bianco · c3 pedone del bianco · e3 cavallo del nero · e1 cavallo del nero | c8 re del bianco · d8 alfiere del bianco · a7 cavallo del bianco · b7 pedone del nero · h7 donna del nero · d6 cavallo del bianco · c5 re del nero · d4 torre del bianco · g4 pedone del bianco · a3 pedone del bianco · b3 alfiere del bianco · c3 pedone del bianco · e3 cavallo del nero · e1 cavallo del nero | c8 re del bianco · d8 alfiere del bianco · a7 cavallo del bianco · b7 pedone del nero · h7 donna del nero · d6 cavallo del bianco · c5 re del nero · d4 torre del bianco · g4 pedone del bianco · a3 pedone del bianco · b3 alfiere del bianco · c3 pedone del bianco · e3 cavallo del nero · e1 cavallo del nero | c8 re del bianco · d8 alfiere del bianco · a7 cavallo del bianco · b7 pedone del nero · h7 donna del nero · d6 cavallo del bianco · c5 re del nero · d4 torre del bianco · g4 pedone del bianco · a3 pedone del bianco · b3 alfiere del bianco · c3 pedone del bianco · e3 cavallo del nero · e1 cavallo del nero | c8 re del bianco · d8 alfiere del bianco · a7 cavallo del bianco · b7 pedone del nero · h7 donna del nero · d6 cavallo del bianco · c5 re del nero · d4 torre del bianco · g4 pedone del bianco · a3 pedone del bianco · b3 alfiere del bianco · c3 pedone del bianco · e3 cavallo del nero · e1 cavallo del nero | c8 re del bianco · d8 alfiere del bianco · a7 cavallo del bianco · b7 pedone del nero · h7 donna del nero · d6 cavallo del bianco · c5 re del nero · d4 torre del bianco · g4 pedone del bianco · a3 pedone del bianco · b3 alfiere del bianco · c3 pedone del bianco · e3 cavallo del nero · e1 cavallo del nero | c8 re del bianco · d8 alfiere del bianco · a7 cavallo del bianco · b7 pedone del nero · h7 donna del nero · d6 cavallo del bianco · c5 re del nero · d4 torre del bianco · g4 pedone del bianco · a3 pedone del bianco · b3 alfiere del bianco · c3 pedone del bianco · e3 cavallo del nero · e1 cavallo del nero | c8 re del bianco · d8 alfiere del bianco · a7 cavallo del bianco · b7 pedone del nero · h7 donna del nero · d6 cavallo del bianco · c5 re del nero · d4 torre del bianco · g4 pedone del bianco · a3 pedone del bianco · b3 alfiere del bianco · c3 pedone del bianco · e3 cavallo del nero · e1 cavallo del nero | 8 |
| 7 | c8 re del bianco · d8 alfiere del bianco · a7 cavallo del bianco · b7 pedone del nero · h7 donna del nero · d6 cavallo del bianco · c5 re del nero · d4 torre del bianco · g4 pedone del bianco · a3 pedone del bianco · b3 alfiere del bianco · c3 pedone del bianco · e3 cavallo del nero · e1 cavallo del nero | c8 re del bianco · d8 alfiere del bianco · a7 cavallo del bianco · b7 pedone del nero · h7 donna del nero · d6 cavallo del bianco · c5 re del nero · d4 torre del bianco · g4 pedone del bianco · a3 pedone del bianco · b3 alfiere del bianco · c3 pedone del bianco · e3 cavallo del nero · e1 cavallo del nero | c8 re del bianco · d8 alfiere del bianco · a7 cavallo del bianco · b7 pedone del nero · h7 donna del nero · d6 cavallo del bianco · c5 re del nero · d4 torre del bianco · g4 pedone del bianco · a3 pedone del bianco · b3 alfiere del bianco · c3 pedone del bianco · e3 cavallo del nero · e1 cavallo del nero | c8 re del bianco · d8 alfiere del bianco · a7 cavallo del bianco · b7 pedone del nero · h7 donna del nero · d6 cavallo del bianco · c5 re del nero · d4 torre del bianco · g4 pedone del bianco · a3 pedone del bianco · b3 alfiere del bianco · c3 pedone del bianco · e3 cavallo del nero · e1 cavallo del nero | c8 re del bianco · d8 alfiere del bianco · a7 cavallo del bianco · b7 pedone del nero · h7 donna del nero · d6 cavallo del bianco · c5 re del nero · d4 torre del bianco · g4 pedone del bianco · a3 pedone del bianco · b3 alfiere del bianco · c3 pedone del bianco · e3 cavallo del nero · e1 cavallo del nero | c8 re del bianco · d8 alfiere del bianco · a7 cavallo del bianco · b7 pedone del nero · h7 donna del nero · d6 cavallo del bianco · c5 re del nero · d4 torre del bianco · g4 pedone del bianco · a3 pedone del bianco · b3 alfiere del bianco · c3 pedone del bianco · e3 cavallo del nero · e1 cavallo del nero | c8 re del bianco · d8 alfiere del bianco · a7 cavallo del bianco · b7 pedone del nero · h7 donna del nero · d6 cavallo del bianco · c5 re del nero · d4 torre del bianco · g4 pedone del bianco · a3 pedone del bianco · b3 alfiere del bianco · c3 pedone del bianco · e3 cavallo del nero · e1 cavallo del nero | c8 re del bianco · d8 alfiere del bianco · a7 cavallo del bianco · b7 pedone del nero · h7 donna del nero · d6 cavallo del bianco · c5 re del nero · d4 torre del bianco · g4 pedone del bianco · a3 pedone del bianco · b3 alfiere del bianco · c3 pedone del bianco · e3 cavallo del nero · e1 cavallo del nero | 7 |
| 6 | c8 re del bianco · d8 alfiere del bianco · a7 cavallo del bianco · b7 pedone del nero · h7 donna del nero · d6 cavallo del bianco · c5 re del nero · d4 torre del bianco · g4 pedone del bianco · a3 pedone del bianco · b3 alfiere del bianco · c3 pedone del bianco · e3 cavallo del nero · e1 cavallo del nero | c8 re del bianco · d8 alfiere del bianco · a7 cavallo del bianco · b7 pedone del nero · h7 donna del nero · d6 cavallo del bianco · c5 re del nero · d4 torre del bianco · g4 pedone del bianco · a3 pedone del bianco · b3 alfiere del bianco · c3 pedone del bianco · e3 cavallo del nero · e1 cavallo del nero | c8 re del bianco · d8 alfiere del bianco · a7 cavallo del bianco · b7 pedone del nero · h7 donna del nero · d6 cavallo del bianco · c5 re del nero · d4 torre del bianco · g4 pedone del bianco · a3 pedone del bianco · b3 alfiere del bianco · c3 pedone del bianco · e3 cavallo del nero · e1 cavallo del nero | c8 re del bianco · d8 alfiere del bianco · a7 cavallo del bianco · b7 pedone del nero · h7 donna del nero · d6 cavallo del bianco · c5 re del nero · d4 torre del bianco · g4 pedone del bianco · a3 pedone del bianco · b3 alfiere del bianco · c3 pedone del bianco · e3 cavallo del nero · e1 cavallo del nero | c8 re del bianco · d8 alfiere del bianco · a7 cavallo del bianco · b7 pedone del nero · h7 donna del nero · d6 cavallo del bianco · c5 re del nero · d4 torre del bianco · g4 pedone del bianco · a3 pedone del bianco · b3 alfiere del bianco · c3 pedone del bianco · e3 cavallo del nero · e1 cavallo del nero | c8 re del bianco · d8 alfiere del bianco · a7 cavallo del bianco · b7 pedone del nero · h7 donna del nero · d6 cavallo del bianco · c5 re del nero · d4 torre del bianco · g4 pedone del bianco · a3 pedone del bianco · b3 alfiere del bianco · c3 pedone del bianco · e3 cavallo del nero · e1 cavallo del nero | c8 re del bianco · d8 alfiere del bianco · a7 cavallo del bianco · b7 pedone del nero · h7 donna del nero · d6 cavallo del bianco · c5 re del nero · d4 torre del bianco · g4 pedone del bianco · a3 pedone del bianco · b3 alfiere del bianco · c3 pedone del bianco · e3 cavallo del nero · e1 cavallo del nero | c8 re del bianco · d8 alfiere del bianco · a7 cavallo del bianco · b7 pedone del nero · h7 donna del nero · d6 cavallo del bianco · c5 re del nero · d4 torre del bianco · g4 pedone del bianco · a3 pedone del bianco · b3 alfiere del bianco · c3 pedone del bianco · e3 cavallo del nero · e1 cavallo del nero | 6 |
| 5 | c8 re del bianco · d8 alfiere del bianco · a7 cavallo del bianco · b7 pedone del nero · h7 donna del nero · d6 cavallo del bianco · c5 re del nero · d4 torre del bianco · g4 pedone del bianco · a3 pedone del bianco · b3 alfiere del bianco · c3 pedone del bianco · e3 cavallo del nero · e1 cavallo del nero | c8 re del bianco · d8 alfiere del bianco · a7 cavallo del bianco · b7 pedone del nero · h7 donna del nero · d6 cavallo del bianco · c5 re del nero · d4 torre del bianco · g4 pedone del bianco · a3 pedone del bianco · b3 alfiere del bianco · c3 pedone del bianco · e3 cavallo del nero · e1 cavallo del nero | c8 re del bianco · d8 alfiere del bianco · a7 cavallo del bianco · b7 pedone del nero · h7 donna del nero · d6 cavallo del bianco · c5 re del nero · d4 torre del bianco · g4 pedone del bianco · a3 pedone del bianco · b3 alfiere del bianco · c3 pedone del bianco · e3 cavallo del nero · e1 cavallo del nero | c8 re del bianco · d8 alfiere del bianco · a7 cavallo del bianco · b7 pedone del nero · h7 donna del nero · d6 cavallo del bianco · c5 re del nero · d4 torre del bianco · g4 pedone del bianco · a3 pedone del bianco · b3 alfiere del bianco · c3 pedone del bianco · e3 cavallo del nero · e1 cavallo del nero | c8 re del bianco · d8 alfiere del bianco · a7 cavallo del bianco · b7 pedone del nero · h7 donna del nero · d6 cavallo del bianco · c5 re del nero · d4 torre del bianco · g4 pedone del bianco · a3 pedone del bianco · b3 alfiere del bianco · c3 pedone del bianco · e3 cavallo del nero · e1 cavallo del nero | c8 re del bianco · d8 alfiere del bianco · a7 cavallo del bianco · b7 pedone del nero · h7 donna del nero · d6 cavallo del bianco · c5 re del nero · d4 torre del bianco · g4 pedone del bianco · a3 pedone del bianco · b3 alfiere del bianco · c3 pedone del bianco · e3 cavallo del nero · e1 cavallo del nero | c8 re del bianco · d8 alfiere del bianco · a7 cavallo del bianco · b7 pedone del nero · h7 donna del nero · d6 cavallo del bianco · c5 re del nero · d4 torre del bianco · g4 pedone del bianco · a3 pedone del bianco · b3 alfiere del bianco · c3 pedone del bianco · e3 cavallo del nero · e1 cavallo del nero | c8 re del bianco · d8 alfiere del bianco · a7 cavallo del bianco · b7 pedone del nero · h7 donna del nero · d6 cavallo del bianco · c5 re del nero · d4 torre del bianco · g4 pedone del bianco · a3 pedone del bianco · b3 alfiere del bianco · c3 pedone del bianco · e3 cavallo del nero · e1 cavallo del nero | 5 |
| 4 | c8 re del bianco · d8 alfiere del bianco · a7 cavallo del bianco · b7 pedone del nero · h7 donna del nero · d6 cavallo del bianco · c5 re del nero · d4 torre del bianco · g4 pedone del bianco · a3 pedone del bianco · b3 alfiere del bianco · c3 pedone del bianco · e3 cavallo del nero · e1 cavallo del nero | c8 re del bianco · d8 alfiere del bianco · a7 cavallo del bianco · b7 pedone del nero · h7 donna del nero · d6 cavallo del bianco · c5 re del nero · d4 torre del bianco · g4 pedone del bianco · a3 pedone del bianco · b3 alfiere del bianco · c3 pedone del bianco · e3 cavallo del nero · e1 cavallo del nero | c8 re del bianco · d8 alfiere del bianco · a7 cavallo del bianco · b7 pedone del nero · h7 donna del nero · d6 cavallo del bianco · c5 re del nero · d4 torre del bianco · g4 pedone del bianco · a3 pedone del bianco · b3 alfiere del bianco · c3 pedone del bianco · e3 cavallo del nero · e1 cavallo del nero | c8 re del bianco · d8 alfiere del bianco · a7 cavallo del bianco · b7 pedone del nero · h7 donna del nero · d6 cavallo del bianco · c5 re del nero · d4 torre del bianco · g4 pedone del bianco · a3 pedone del bianco · b3 alfiere del bianco · c3 pedone del bianco · e3 cavallo del nero · e1 cavallo del nero | c8 re del bianco · d8 alfiere del bianco · a7 cavallo del bianco · b7 pedone del nero · h7 donna del nero · d6 cavallo del bianco · c5 re del nero · d4 torre del bianco · g4 pedone del bianco · a3 pedone del bianco · b3 alfiere del bianco · c3 pedone del bianco · e3 cavallo del nero · e1 cavallo del nero | c8 re del bianco · d8 alfiere del bianco · a7 cavallo del bianco · b7 pedone del nero · h7 donna del nero · d6 cavallo del bianco · c5 re del nero · d4 torre del bianco · g4 pedone del bianco · a3 pedone del bianco · b3 alfiere del bianco · c3 pedone del bianco · e3 cavallo del nero · e1 cavallo del nero | c8 re del bianco · d8 alfiere del bianco · a7 cavallo del bianco · b7 pedone del nero · h7 donna del nero · d6 cavallo del bianco · c5 re del nero · d4 torre del bianco · g4 pedone del bianco · a3 pedone del bianco · b3 alfiere del bianco · c3 pedone del bianco · e3 cavallo del nero · e1 cavallo del nero | c8 re del bianco · d8 alfiere del bianco · a7 cavallo del bianco · b7 pedone del nero · h7 donna del nero · d6 cavallo del bianco · c5 re del nero · d4 torre del bianco · g4 pedone del bianco · a3 pedone del bianco · b3 alfiere del bianco · c3 pedone del bianco · e3 cavallo del nero · e1 cavallo del nero | 4 |
| 3 | c8 re del bianco · d8 alfiere del bianco · a7 cavallo del bianco · b7 pedone del nero · h7 donna del nero · d6 cavallo del bianco · c5 re del nero · d4 torre del bianco · g4 pedone del bianco · a3 pedone del bianco · b3 alfiere del bianco · c3 pedone del bianco · e3 cavallo del nero · e1 cavallo del nero | c8 re del bianco · d8 alfiere del bianco · a7 cavallo del bianco · b7 pedone del nero · h7 donna del nero · d6 cavallo del bianco · c5 re del nero · d4 torre del bianco · g4 pedone del bianco · a3 pedone del bianco · b3 alfiere del bianco · c3 pedone del bianco · e3 cavallo del nero · e1 cavallo del nero | c8 re del bianco · d8 alfiere del bianco · a7 cavallo del bianco · b7 pedone del nero · h7 donna del nero · d6 cavallo del bianco · c5 re del nero · d4 torre del bianco · g4 pedone del bianco · a3 pedone del bianco · b3 alfiere del bianco · c3 pedone del bianco · e3 cavallo del nero · e1 cavallo del nero | c8 re del bianco · d8 alfiere del bianco · a7 cavallo del bianco · b7 pedone del nero · h7 donna del nero · d6 cavallo del bianco · c5 re del nero · d4 torre del bianco · g4 pedone del bianco · a3 pedone del bianco · b3 alfiere del bianco · c3 pedone del bianco · e3 cavallo del nero · e1 cavallo del nero | c8 re del bianco · d8 alfiere del bianco · a7 cavallo del bianco · b7 pedone del nero · h7 donna del nero · d6 cavallo del bianco · c5 re del nero · d4 torre del bianco · g4 pedone del bianco · a3 pedone del bianco · b3 alfiere del bianco · c3 pedone del bianco · e3 cavallo del nero · e1 cavallo del nero | c8 re del bianco · d8 alfiere del bianco · a7 cavallo del bianco · b7 pedone del nero · h7 donna del nero · d6 cavallo del bianco · c5 re del nero · d4 torre del bianco · g4 pedone del bianco · a3 pedone del bianco · b3 alfiere del bianco · c3 pedone del bianco · e3 cavallo del nero · e1 cavallo del nero | c8 re del bianco · d8 alfiere del bianco · a7 cavallo del bianco · b7 pedone del nero · h7 donna del nero · d6 cavallo del bianco · c5 re del nero · d4 torre del bianco · g4 pedone del bianco · a3 pedone del bianco · b3 alfiere del bianco · c3 pedone del bianco · e3 cavallo del nero · e1 cavallo del nero | c8 re del bianco · d8 alfiere del bianco · a7 cavallo del bianco · b7 pedone del nero · h7 donna del nero · d6 cavallo del bianco · c5 re del nero · d4 torre del bianco · g4 pedone del bianco · a3 pedone del bianco · b3 alfiere del bianco · c3 pedone del bianco · e3 cavallo del nero · e1 cavallo del nero | 3 |
| 2 | c8 re del bianco · d8 alfiere del bianco · a7 cavallo del bianco · b7 pedone del nero · h7 donna del nero · d6 cavallo del bianco · c5 re del nero · d4 torre del bianco · g4 pedone del bianco · a3 pedone del bianco · b3 alfiere del bianco · c3 pedone del bianco · e3 cavallo del nero · e1 cavallo del nero | c8 re del bianco · d8 alfiere del bianco · a7 cavallo del bianco · b7 pedone del nero · h7 donna del nero · d6 cavallo del bianco · c5 re del nero · d4 torre del bianco · g4 pedone del bianco · a3 pedone del bianco · b3 alfiere del bianco · c3 pedone del bianco · e3 cavallo del nero · e1 cavallo del nero | c8 re del bianco · d8 alfiere del bianco · a7 cavallo del bianco · b7 pedone del nero · h7 donna del nero · d6 cavallo del bianco · c5 re del nero · d4 torre del bianco · g4 pedone del bianco · a3 pedone del bianco · b3 alfiere del bianco · c3 pedone del bianco · e3 cavallo del nero · e1 cavallo del nero | c8 re del bianco · d8 alfiere del bianco · a7 cavallo del bianco · b7 pedone del nero · h7 donna del nero · d6 cavallo del bianco · c5 re del nero · d4 torre del bianco · g4 pedone del bianco · a3 pedone del bianco · b3 alfiere del bianco · c3 pedone del bianco · e3 cavallo del nero · e1 cavallo del nero | c8 re del bianco · d8 alfiere del bianco · a7 cavallo del bianco · b7 pedone del nero · h7 donna del nero · d6 cavallo del bianco · c5 re del nero · d4 torre del bianco · g4 pedone del bianco · a3 pedone del bianco · b3 alfiere del bianco · c3 pedone del bianco · e3 cavallo del nero · e1 cavallo del nero | c8 re del bianco · d8 alfiere del bianco · a7 cavallo del bianco · b7 pedone del nero · h7 donna del nero · d6 cavallo del bianco · c5 re del nero · d4 torre del bianco · g4 pedone del bianco · a3 pedone del bianco · b3 alfiere del bianco · c3 pedone del bianco · e3 cavallo del nero · e1 cavallo del nero | c8 re del bianco · d8 alfiere del bianco · a7 cavallo del bianco · b7 pedone del nero · h7 donna del nero · d6 cavallo del bianco · c5 re del nero · d4 torre del bianco · g4 pedone del bianco · a3 pedone del bianco · b3 alfiere del bianco · c3 pedone del bianco · e3 cavallo del nero · e1 cavallo del nero | c8 re del bianco · d8 alfiere del bianco · a7 cavallo del bianco · b7 pedone del nero · h7 donna del nero · d6 cavallo del bianco · c5 re del nero · d4 torre del bianco · g4 pedone del bianco · a3 pedone del bianco · b3 alfiere del bianco · c3 pedone del bianco · e3 cavallo del nero · e1 cavallo del nero | 2 |
| 1 | c8 re del bianco · d8 alfiere del bianco · a7 cavallo del bianco · b7 pedone del nero · h7 donna del nero · d6 cavallo del bianco · c5 re del nero · d4 torre del bianco · g4 pedone del bianco · a3 pedone del bianco · b3 alfiere del bianco · c3 pedone del bianco · e3 cavallo del nero · e1 cavallo del nero | c8 re del bianco · d8 alfiere del bianco · a7 cavallo del bianco · b7 pedone del nero · h7 donna del nero · d6 cavallo del bianco · c5 re del nero · d4 torre del bianco · g4 pedone del bianco · a3 pedone del bianco · b3 alfiere del bianco · c3 pedone del bianco · e3 cavallo del nero · e1 cavallo del nero | c8 re del bianco · d8 alfiere del bianco · a7 cavallo del bianco · b7 pedone del nero · h7 donna del nero · d6 cavallo del bianco · c5 re del nero · d4 torre del bianco · g4 pedone del bianco · a3 pedone del bianco · b3 alfiere del bianco · c3 pedone del bianco · e3 cavallo del nero · e1 cavallo del nero | c8 re del bianco · d8 alfiere del bianco · a7 cavallo del bianco · b7 pedone del nero · h7 donna del nero · d6 cavallo del bianco · c5 re del nero · d4 torre del bianco · g4 pedone del bianco · a3 pedone del bianco · b3 alfiere del bianco · c3 pedone del bianco · e3 cavallo del nero · e1 cavallo del nero | c8 re del bianco · d8 alfiere del bianco · a7 cavallo del bianco · b7 pedone del nero · h7 donna del nero · d6 cavallo del bianco · c5 re del nero · d4 torre del bianco · g4 pedone del bianco · a3 pedone del bianco · b3 alfiere del bianco · c3 pedone del bianco · e3 cavallo del nero · e1 cavallo del nero | c8 re del bianco · d8 alfiere del bianco · a7 cavallo del bianco · b7 pedone del nero · h7 donna del nero · d6 cavallo del bianco · c5 re del nero · d4 torre del bianco · g4 pedone del bianco · a3 pedone del bianco · b3 alfiere del bianco · c3 pedone del bianco · e3 cavallo del nero · e1 cavallo del nero | c8 re del bianco · d8 alfiere del bianco · a7 cavallo del bianco · b7 pedone del nero · h7 donna del nero · d6 cavallo del bianco · c5 re del nero · d4 torre del bianco · g4 pedone del bianco · a3 pedone del bianco · b3 alfiere del bianco · c3 pedone del bianco · e3 cavallo del nero · e1 cavallo del nero | c8 re del bianco · d8 alfiere del bianco · a7 cavallo del bianco · b7 pedone del nero · h7 donna del nero · d6 cavallo del bianco · c5 re del nero · d4 torre del bianco · g4 pedone del bianco · a3 pedone del bianco · b3 alfiere del bianco · c3 pedone del bianco · e3 cavallo del nero · e1 cavallo del nero | 1 |
|   | a | b | c | d | e | f | g | h |   |

Soluzione:
1. Af7!  (min. 2. Cxb7#)
1... Db1  2. Td3  (min. 3. Ce4#)

   2... Dxd3  3. Cxb7#

1... Dh1  2. Te4  (min. Cxb7#)

   2...  Rxd6  3. Ae7#